# Грибково (Владимирская область)
Грибково — деревня в Муромском районе Владимирской области России, входит в состав Ковардицкого сельского поселения. 

## География
Деревня расположена в 14 км на юго-запад от центра поселения села Ковардицы и в 13 км на запад от Мурома.

## История
Деревня впервые упоминается в писцовых книгах 1629—1630 годов, где Грибково значится вотчиной Максима Михайловича Плещеева, в нём тогда были двор вотчинников, 4 двора крестьянских и 4 бобыльских. В окладных книгах Рязанской епархии 1676 года деревня в составе Васильевского прихода, в ней был двор помещиков и 27 дворов крестьянских.
В конце XIX — начале XX века деревня входила в состав Папулинской волости Меленковского уезда, с 1926 года — в составе Муромского уезда. В 1859 году в деревне числилось 17 дворов, в 1905 году — 71 двор, в 1926 году — 125 дворов.
С 1929 года деревня являлась центром Грибковского сельсовета Муромского района, с 1940 года — в составе Стригинского сельсовета, с 2005 года — в составе Ковардицкого сельского поселения.

## Население
| 1859 | 1905 | 1926 | 2002 | 2010 | 2012 | 2021 |
| ---- | ---- | ---- | ---- | ---- | ---- | ---- |
| 163  | ↗441 | ↗641 | ↘57  | ↗61  | ↘55  | ↗64  |